# ナイジェル・デ・ヨング
ナイジェル・デ・ヨング（Nigel de Jong, オランダ語発音: [ˈnɑjdʒəl də ˈjɔŋ], 1984年11月30日 - ）は、オランダ・アムステルダム出身の元サッカー選手。現役時代のポジションはミッドフィールダー。
ニヘル・デ・ヨングとカナ表記されることがあるが、オランダ語でも発音はナイジェル。

## 経歴

### クラブ

#### アヤックス
9歳でアヤックス・アカデミーに入り、2002年10月19日にアヤックスのトップチームデビューを果たした。2003年2月18日、UEFAチャンピオンズリーグのアーセナルFC戦で初得点を決め、1-1の引き分けに持ち込んだ。2003-04シーズンにはトップチームのレギュラーとなり、そのシーズンにエールディヴィジのタイトルを獲得した。翌2004-05シーズンはクラブのシーズン最優秀選手に選ばれた。しかし、2006-07シーズンは一転して出場機会を失い、2005年12月7日には翌年7月末に満了するクラブとの契約延長を拒否した。

#### ハンブルガーSV
2006年1月26日、ドイツのハンブルガーSVに移籍金約100万ユーロで移籍し、4年契約を結んだ。同クラブにはラファエル・ファン・デル・ファールトとハリド・ブラールズが在籍しており、彼らに次ぐ3人目のオランダ人選手となった。1月28日の1.FCニュルンベルク戦でデビューし、3月4日のバイエルン・ミュンヘン戦では決勝点を決め、バイエルンにそのシーズンのホーム戦初黒星をつけた。バイエルン戦の翌週のUEFAカップ・FCラピド・ブカレスト戦セカンドレグではサッカー人生初となるレッドカードを受けた。膝の問題から手術を必要とし、一足早く4月にシーズンを終えた。復帰を目指してリハビリに取り組んだものの、その怪我のために2006 FIFAワールドカップに出場できなかった。

#### マンチェスター・シティ
2009年1月21日、プレミアリーグのマンチェスター・シティFCと4年半の契約を結び、ハンブルガーには移籍金1800万ユーロが支払われた。1月28日のニューカッスル・ユナイテッドFC戦でデビューし、2008-09シーズンは16試合に出場した。2009年9月12日のアーセナル戦には先発出場し、12月5日のチェルシーFC戦ではSky Sportsによってマン・オブ・ザ・マッチに選ばれた。ロベルト・マンチーニ監督によって守備的MFのファーストチョイスとして起用され、このシーズンの活躍によって彼はファンのお気に入りの選手になった。2009-10シーズンも引き続き主軸としてプレーし、2010-11シーズンになるとヤヤ・トゥーレが加入したが彼はトップ下での起用が多くレギュラーを守った。しかし、2011-12シーズンにトゥーレはボランチに戻され、ギャレス・バリーとのコンビが一気に熟成されたため出場機会が減少。さらに2012-13シーズンにはハビ・ガルシア、ジャック・ロドウェルという新戦力も加わり一気に立場が危うくなってしまった。

#### ACミラン
2012年8月31日、ACミランへ3年契約で移籍し主力として期待されていた。しかし12月9日トリノFCとの試合中に相手選手と交錯してアキレス腱を断裂、残りのシーズンをすべて休む羽目となった。
2015年6月26日、ACミランとの契約延長を発表した。新契約は2018年6月30日まで。
2015-16にシニシャ・ミハイロビッチ監督が就任すると、構想外となり出場機会を失い、2016年2月1日、選手とクラブ双方の合意の下、契約が解消された。

#### ロサンゼルス・ギャラクシー
2016年2月3日、ロサンゼルス・ギャラクシーへ1年契約で移籍した。

#### ガラタサライ
2016年8月31日、ガラタサライSKと2年契約を締結。

#### マインツ
2018年1月5日、マインツ05へシーズン終了までの半年契約で完全移籍。

#### アル・アハリ
2018年7月、カタール・スターズリーグのアル・アハリSCに移籍した。

#### アル・シャハニア
2019年7月、アル・シャハニアSCに移籍した。

### 代表
2004年3月31日、フランスとの親善試合でオランダ代表デビューした。UEFA EURO 2004の選考では落とされ、膝の怪我のために2006 FIFAワールドカップを逃した。マルコ・ファン・バステン監督によってUEFA EURO 2008出場メンバーに選ばれた。大会期間中はスクリーニング・ミッドフィールダー（Screening Midfielder, 守備的ミッドフィールダー）としてオルランド・エンヘラールとコンビを組んだ。グループリーグからの4試合中3試合に出場し、準々決勝で対戦したロシア戦ではロスタイムに失点して敗れた。2009年6月6日、2010 FIFAワールドカップ・ヨーロッパ予選のアイスランド戦で代表初得点を決め、本大会出場を確定させた。
ベルト・ファン・マルワイク監督が率いるオランダ代表の一員として2010 FIFAワールドカップ本大会に出場した。初戦のデンマーク戦には先発出場して2-0で勝利した。準々決勝のブラジル戦で大会通算2枚目のイエローカードを受けたために準決勝のウルグアイ戦には出場できなかった。決勝のスペイン戦には先発出場し、延長戦でのアンドレス・イニエスタに得点を許して0-1で敗れた。

## 人物
父親のジェリー・デ・ヨングはオランダ代表経験のある元サッカー選手であり、ナイジェルがアヤックスの下部組織に入団する頃にナイジェルの母親と離婚し、ナイジェルの養育権を手放した。
既婚者であり、娘と息子がひとりずついる。欧州と中東での自動車の販売資格を所持している。

## プレースタイル
サッカーを始めた頃は想像性豊かなミッドフィールダーあるいはフォワードであった。AFCアヤックスではセンターハーフや右ウイングなど多くのポジションを経験した。ハンブルガーSV時代にフーブ・ステフェンス監督が彼を守備的ミッドフィールダーにコンバートし、その新しいポジションで芝刈り機(der Rasenmäher)のニックネームを授かった。
2010年3月3日のアメリカとの親善試合において、スチュアート・ホールデンに仕掛けたタックルがホールデンより遅れて彼の足に入り、ホールデンは右腓骨を骨折して全治6週間の診断を受けた。2010 FIFAワールドカップ決勝のスペイン戦ではシャビ・アロンソの胸に跳び蹴りを加えた。主審を務めたハワード・ウェブはこのプレーを見ておらず、アロンソが苦しむ様子からデ・ヨングにイエローカードを提示したが、試合後にレッドカードに相当するファールだったと認めている。2010年10月3日、プレミアリーグのニューカッスル戦でハテム・ベン・アルファに仕掛けたタックルが遅れ、ベン・アルファは左足の脛骨と腓骨を骨折する全治9ヶ月の怪我を負った。
デ・ヨングのラフプレーがたびたび問題になったことから、オランダ代表のベルト・ファン・マルワイク監督はラフプレーによってオランダ代表のイメージが悪化することを恐れ、当初は2010年10月1日の代表招集後に合宿で直接デ・ヨンクと話す予定だったが、最終的には招集前に同選手と話をした上で代表メンバーから外すことを決断した。

## 個人成績
2018年3月2日現在
| クラブ                     | シーズン | リーグ | リーグ | カップ | カップ | リーグカップ | リーグカップ | 欧州カップ | 欧州カップ | 通算 | 通算 |
| クラブ                     | シーズン | 出場   | 得点   | 出場   | 得点   | 出場         | 得点         | 出場       | 得点       | 出場 | 得点 |
| -------------------------- | -------- | ------ | ------ | ------ | ------ | ------------ | ------------ | ---------- | ---------- | ---- | ---- |
| AFCアヤックス              | 2002-03  | 17     | 0      | 0      | 0      | 0            | 0            | 10         | 1          | 27   | 1    |
| AFCアヤックス              | 2003-04  | 32     | 2      | 0      | 0      | 0            | 0            | 5          | 0          | 37   | 2    |
| AFCアヤックス              | 2004-05  | 31     | 5      | 0      | 0      | 0            | 0            | 8          | 1          | 39   | 6    |
| AFCアヤックス              | 2005-06  | 16     | 2      | 0      | 0      | 0            | 0            | 7          | 3          | 23   | 5    |
| AFCアヤックス              | 通算     | 96     | 9      | 0      | 0      | 0            | 0            | 30         | 5          | 126  | 14   |
| ハンブルガーSV             | 2005-06  | 12     | 1      | 0      | 0      | 0            | 0            | 3          | 0          | 15   | 1    |
| ハンブルガーSV             | 2006-07  | 18     | 1      | 0      | 0      | 0            | 0            | 5          | 1          | 23   | 2    |
| ハンブルガーSV             | 2007-08  | 29     | 1      | 0      | 0      | 0            | 0            | 6          | 1          | 35   | 2    |
| ハンブルガーSV             | 2008-09  | 7      | 0      | 2      | 0      | 0            | 0            | 2          | 0          | 11   | 0    |
| ハンブルガーSV             | 通算     | 66     | 3      | 2      | 0      | 0            | 0            | 16         | 2          | 84   | 5    |
| マンチェスター・C          | 2008-09  | 16     | 0      | 0      | 0      | 0            | 0            | 0          | 0          | 16   | 0    |
| マンチェスター・C          | 2009-10  | 34     | 0      | 3      | 0      | 5            | 0            | 0          | 0          | 42   | 0    |
| マンチェスター・C          | 2010-11  | 32     | 1      | 4      | 0      | 0            | 0            | 5          | 0          | 41   | 1    |
| マンチェスター・C          | 2011-12  | 21     | 0      | 1      | 0      | 4            | 1            | 9          | 0          | 36   | 1    |
| マンチェスター・C          | 2012-13  | 1      | 1      | 0      | 0      | 0            | 0            | 0          | 0          | 2    | 0    |
| マンチェスター・C          | 通算     | 104    | 1      | 8      | 0      | 9            | 1            | 15         | 0          | 137  | 2    |
| ACミラン                   | 2012-13  | 12     | 1      | 0      | 0      | 0            | 0            | 4          | 0          | 16   | 1    |
| ACミラン                   | 2013-14  | 33     | 2      | 1      | 0      | 0            | 0            | 10         | 0          | 44   | 2    |
| ACミラン                   | 2014-15  | 29     | 3      | 1      | 1      | 0            | 0            | 0          | 0          | 30   | 4    |
| ACミラン                   | 2015-16  | 5      | 0      | 1      | 0      | 0            | 0            | 0          | 0          | 6    | 0    |
| ACミラン                   | 通算     | 79     | 6      | 3      | 1      | 0            | 0            | 14         | 0          | 95   | 7    |
| ロサンゼルス・ギャラクシー | 2016     | 18     | 0      | 1      | 0      | 2            | 0            | -          | -          | 21   | 0    |
| ロサンゼルス・ギャラクシー | 通算     | 18     | 0      | 1      | 0      | 2            | 0            | -          | -          | 21   | 0    |
| ガラタサライ               | 2016-17  | 18     | 1      | 6      | 0      | 0            | 0            | -          | -          | 24   | 1    |
| ガラタサライ               | 2017-18  | 0      | 0      | 0      | 0      | 0            | 0            | -          | -          | 0    | 0    |
| ガラタサライ               | 通算     | 18     | 1      | 6      | 0      | 0            | 0            | -          | -          | 24   | 1    |
| マインツ05                 | 2017-18  | 11     | 0      | 1      | 0      | 0            | 0            | 0          | 0          | 12   | 0    |
| マインツ05                 | 通算     | 11     | 0      | 1      | 0      | 0            | 0            | 0          | 0          | 12   | 0    |
| 総通算                     | 総通算   | 384    | 20     | 21     | 1      | 10           | 0            | 73         | 7          | 496  | 29   |

## 代表歴

### 出場大会
- オランダ代表
  - 2010 FIFAワールドカップ
  - 2014 FIFAワールドカップ

### 試合数
- 国際Aマッチ 81試合 1得点（2004年-2015年）[39]

| オランダ代表 | 国際Aマッチ | 国際Aマッチ |
| 年           | 出場        | 得点        |
| ------------ | ----------- | ----------- |
| 2004         | 5           | 0           |
| 2005         | 5           | 0           |
| 2006         | 4           | 0           |
| 2007         | 5           | 0           |
| 2008         | 11          | 0           |
| 2009         | 9           | 1           |
| 2010         | 11          | 0           |
| 2011         | 6           | 0           |
| 2012         | 11          | 0           |
| 2013         | 2           | 0           |
| 2014         | 11          | 0           |
| 2015         | 1           | 0           |
| 通算         | 81          | 1           |

### 得点
| #  | 開催年月日   | 開催地           | 対戦国       | スコア | 勝敗 | 試合概要                                |
| -- | ------------ | ---------------- | ------------ | ------ | ---- | --------------------------------------- |
| 1. | 2009年6月6日 | レイキャヴィーク | アイスランド | 1-0    | 2-1  | 2010 FIFAワールドカップ・ヨーロッパ予選 |

## タイトル

### クラブ
アヤックス・アムステルダム
- エールディヴィジ: 2003-04
- KNVBカップ: 2005-06
- ヨハン・クライフ・シャール: 2005

### 個人
- アムステルダム・タレント・オブ・ザ・イヤー: 2002